# Suseån-Hult
Suseån-Hult är ett naturreservat i Asige socken i Falkenbergs kommun i Halland.
Området är 12 hektar och skyddat sedan 1992. Suseåns strömmande vatten skapar här förutsättningar för lekande lax och havsöring. Här finns även ett rikt fågelliv med exempelvis strömstare, forsärla och kungsfiskare. Suseån omges i reservatet av en lummig ekhagmark med en rik moss- och lavflora. 

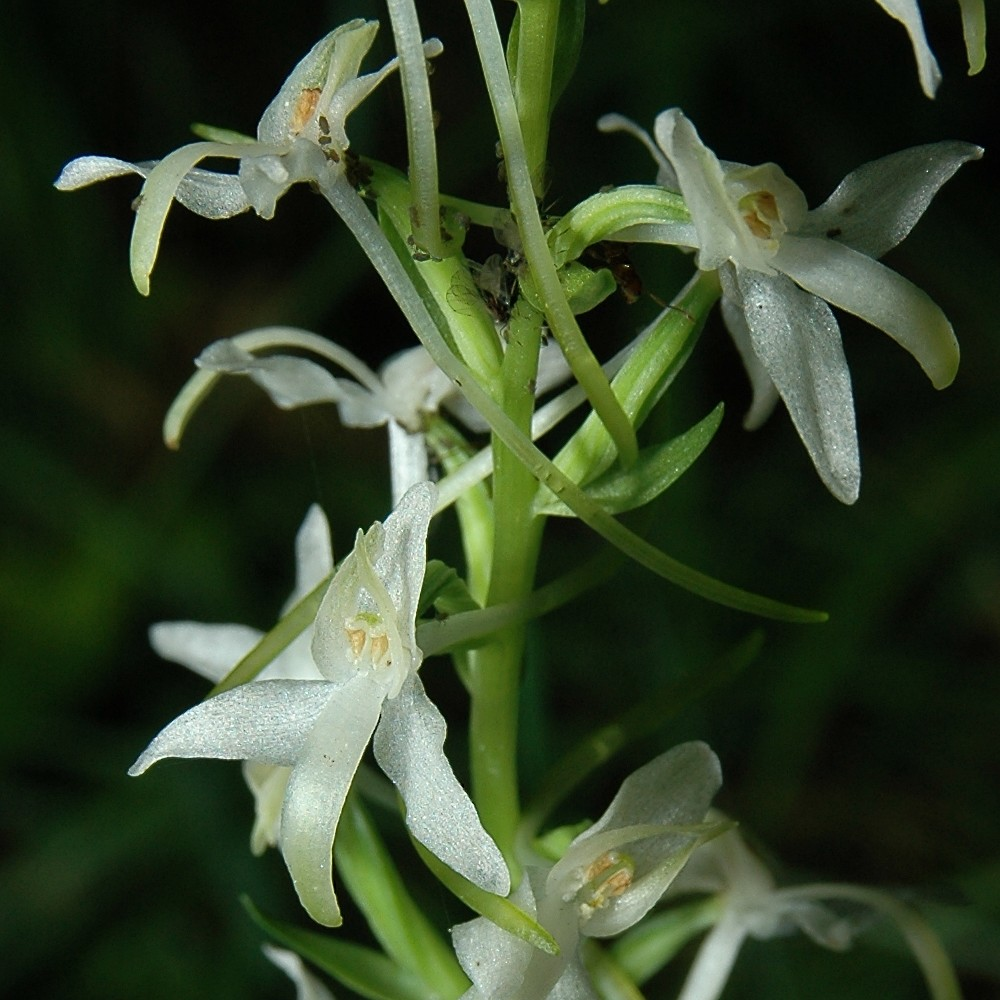
Nattviol

Här växer också den ståtliga ormbunken safsa som inte liknar någon annan ormbunke i landet.
Gamla ekar växer i reservatets norra och kuperade del. På ekarna kan man hitta lavarna mussellav och glansfläck. Till floran hör också arter som smörboll och nattviol.
Området tillhörde tidigare Öinge by. Vid ån låg tidigare två kvarnar, Öinges kvarn samt Tollastorps och Asiges kvarn. Landskapet är rikt på fornlämningar. Asige kyrka nordväst om reservatet uppfördes på 1100-talet.